# Австралийский футбол в Науру

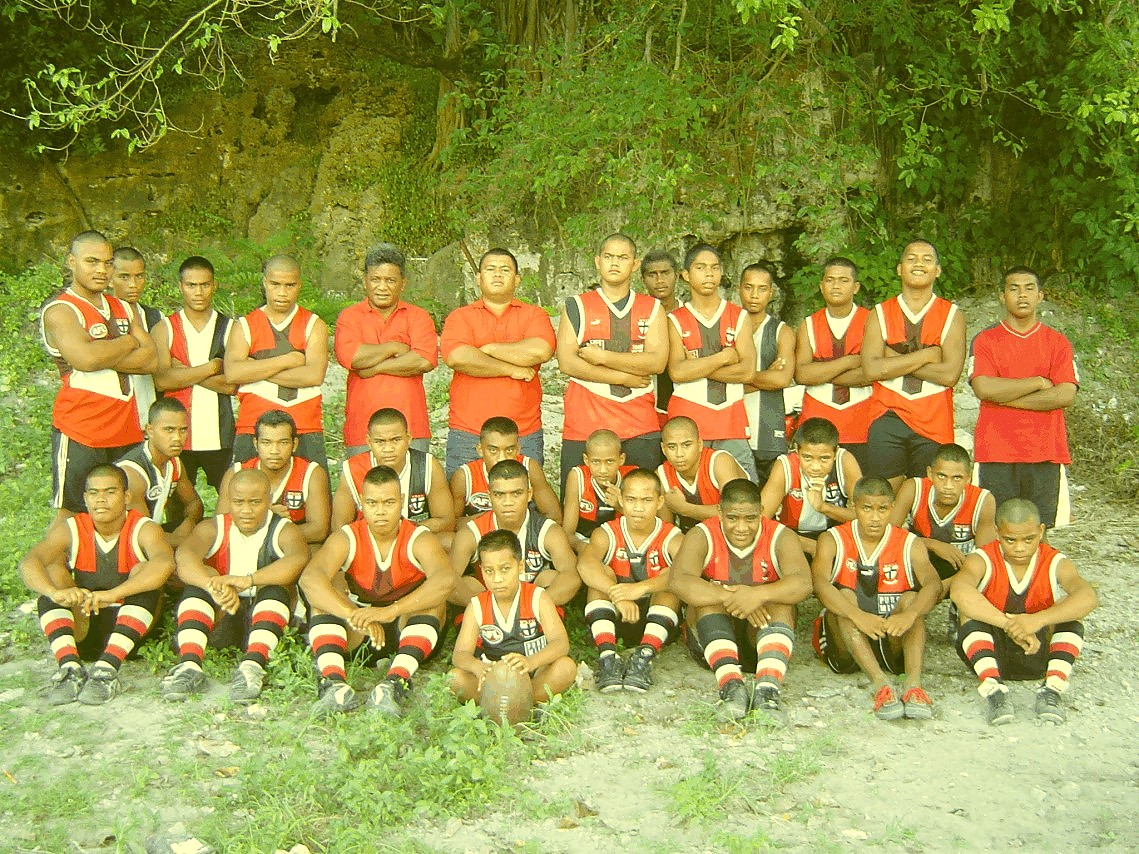
Панцер Сэйнтс (2003).

Австралийский футбол — национальный вид спорта Науру.
Этот вид спорта начал развиваться на острове ещё в 30-х гг. прошлого века. Около 30 % жителей Науру играют в австралийский футбол. Имеется 12 спортивных команд (7 основных и 5 запасных).

## Старшая лига австралийского футбола
Команды основного состава Старшей лиги:
| Команда        | Цвет формы                       | Округ                       |
| Menaida Tigers | Чёрный, жёлтый                   | Айво, Буада                 |
| Panzer Saints  | Красный, белый, чёрный           | Мененг                      |
| Blues          | Белый, голубой                   | Анабар, Анетан, Анибар, Ева |
| Ubenited Power | Черно-белый                      | Убенид                      |
| Boe Lions      | Темно-бордовый, золотой, голубой | Боэ                         |
| Aces           |                                  | Ярен                        |
| Supercats      | Белый, голубой                   | Науру                       |

Команды запасного состава Старшей лиги:
| Команда        | Цвет формы     | Округ       |
| Eagles         |                | Мененг      |
| Ubenited Power | Черно-белый    | Убенид      |
| Esso           | Жёлтый, чёрный | Айво, Буада |
| Yaren Magpies  | Черно-белый    | Ярен        |
| Frigates       |                | Анабар      |

## Младшая лига австралийского футбола
Существует также несколько уровней младшей конкуренции в данном виде спорта в том числе до 15 лет, до 17 и до 18 лет. В Науру зарегистрировано более 500 игроков австралийского футбола в младшем составе.

## Национальная команда

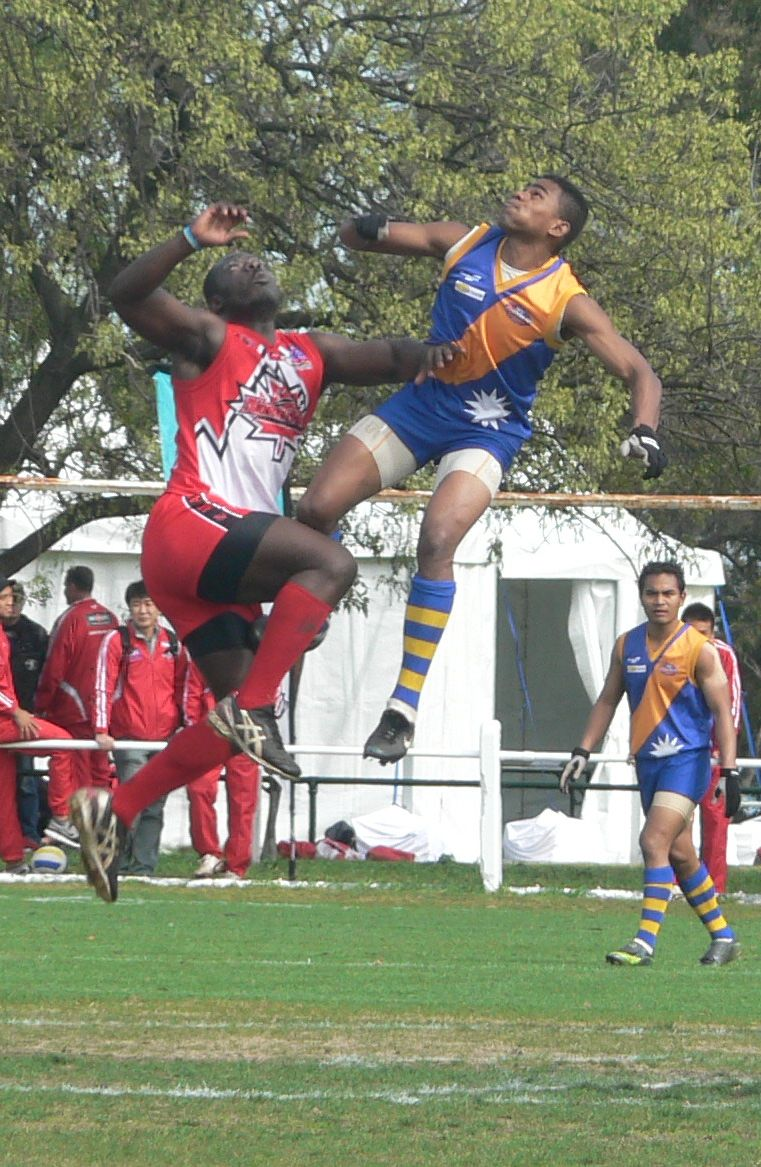
Науру (сине-жёлтая форма) против Канады на Мировом кубке (2008)

Chiefs (рус. вожди) — национальная команда Науру по австралийскому футболу, которая участвует в различных международных соревнованиях.
Впервые национальная команда вышла на мировой уровень во время Арафурских игр 1995 года, где заняла 3 место. А уже в 2001 году Chiefs стали лучшими, заняв 1 место.

### Мировой Кубок
- 2002: 8 место
- 2005: не участвовали
- 2008: 5 место
- 2011: 6 место

### Арафурские игры
- 1995: 3 место
- 1997: не участвовали
- 1999: не участвовали
- 2001: 1 место